# Abdoul Rachid Moumini
Abdoul Rachid Moumini (Porto-Novo, 27 ottobre 2004) è un calciatore beninese, difensore dell'Ayema e della nazionale beninese.

## Caratteristiche tecniche
È un terzino destro.

## Carriera

### Club
Moumini ha iniziato la sua carriera calcistica in Benin con l'Ayema.

### Nazionale
Ha debuttato con la nazionale beninese il 17 giugno 2023 nell'incontro di qualificazione per la Coppa d'Africa 2023 pareggiato 1-1 contro il Senegal proprio grazie ad una sua rete.

## Statistiche

### Cronologia presenze e reti in nazionale
| Cronologia completa delle presenze e delle reti in nazionale ― Benin | Cronologia completa delle presenze e delle reti in nazionale ― Benin | Cronologia completa delle presenze e delle reti in nazionale ― Benin | Cronologia completa delle presenze e delle reti in nazionale ― Benin | Cronologia completa delle presenze e delle reti in nazionale ― Benin | Cronologia completa delle presenze e delle reti in nazionale ― Benin | Cronologia completa delle presenze e delle reti in nazionale ― Benin | Cronologia completa delle presenze e delle reti in nazionale ― Benin |
| Data                                                                 | Città                                                                | In casa                                                              | Risultato                                                            | Ospiti                                                               | Competizione                                                         | Reti                                                                 | Note                                                                 |
| -------------------------------------------------------------------- | -------------------------------------------------------------------- | -------------------------------------------------------------------- | -------------------------------------------------------------------- | -------------------------------------------------------------------- | -------------------------------------------------------------------- | -------------------------------------------------------------------- | -------------------------------------------------------------------- |
| 17-6-2023                                                            | Cotonou                                                              | Benin                                                                | 1 – 1                                                                | Senegal                                                              | Qual. Coppa d'Africa 2023                                            | 1                                                                    | 30’                                                                  |
| 9-9-2023                                                             | Maputo                                                               | Mozambico                                                            | 3 – 2                                                                | Benin                                                                | Qual. Coppa d'Africa 2023                                            | -                                                                    |                                                                      |
| 14-10-2023                                                           | Khouribga                                                            | Benin                                                                | 1 – 1                                                                | Sierra Leone                                                         | Amichevole                                                           | -                                                                    | 57’                                                                  |
| 17-10-2023                                                           | Casablanca                                                           | Benin                                                                | 1 – 2                                                                | Madagascar                                                           | Amichevole                                                           | -                                                                    |                                                                      |
| 18-11-2023                                                           | Durban                                                               | Sudafrica                                                            | 2 – 1                                                                | Benin                                                                | Qual. Mondiali 2026                                                  | -                                                                    |                                                                      |
| 21-11-2023                                                           | Durban                                                               | Lesotho                                                              | 0 – 0                                                                | Benin                                                                | Qual. Mondiali 2026                                                  | -                                                                    |                                                                      |
| 23-3-2024                                                            | Amiens                                                               | Costa d'Avorio                                                       | 2 – 2                                                                | Benin                                                                | Amichevole                                                           | -                                                                    | 73’                                                                  |
| 26-3-2024                                                            | Amiens                                                               | Senegal                                                              | 1 – 0                                                                | Benin                                                                | Amichevole                                                           | -                                                                    | 58’                                                                  |
| 6-6-2024                                                             | Maputi                                                               | Benin                                                                | 1 – 0                                                                | Ruanda                                                               | Qual. Mondiali 2026                                                  | -                                                                    |                                                                      |
| 10-6-2024                                                            | Abidjan                                                              | Benin                                                                | 2 – 1                                                                | Nigeria                                                              | Qual. Mondiali 2026                                                  | -                                                                    |                                                                      |
| 7-9-2024                                                             | Uyo                                                                  | Nigeria                                                              | 3 – 0                                                                | Benin                                                                | Qual. Coppa d'Africa 2025                                            | -                                                                    |                                                                      |
| 10-9-2024                                                            | Abidjan                                                              | Benin                                                                | 2 – 1                                                                | Libia                                                                | Qual. Coppa d'Africa 2025                                            | -                                                                    |                                                                      |
| 11-10-2024                                                           | Abidjan                                                              | Benin                                                                | 3 – 0                                                                | Ruanda                                                               | Qual. Coppa d'Africa 2025                                            | -                                                                    |                                                                      |
| 15-10-2024                                                           | Kigali                                                               | Ruanda                                                               | 2 – 1                                                                | Benin                                                                | Qual. Coppa d'Africa 2025                                            | -                                                                    |                                                                      |
| 25-10-2024                                                           | Lomé                                                                 | Togo                                                                 | 2 – 0                                                                | Benin                                                                | Qual. CHAN 2024                                                      | -                                                                    | 84’                                                                  |
| 2-11-2024                                                            | Abidjan                                                              | Benin                                                                | 1 – 1                                                                | Togo                                                                 | Qual. CHAN 2024                                                      | -                                                                    |                                                                      |
| 14-11-2024                                                           | Abidjan                                                              | Benin                                                                | 1 – 1                                                                | Nigeria                                                              | Qual. Coppa d'Africa 2025                                            | -                                                                    |                                                                      |
| 20-3-2025                                                            | Harare                                                               | Zimbabwe                                                             | 2 – 2                                                                | Benin                                                                | Qual. Mondiali 2026                                                  | -                                                                    | 46’                                                                  |
| 25-3-2025                                                            | Abidjan                                                              | Benin                                                                | 0 – 2                                                                | Sudafrica                                                            | Qual. Mondiali 2026                                                  | -                                                                    | 85’                                                                  |
| Totale                                                               |                                                                      | Presenze                                                             | 19                                                                   |                                                                      | Reti                                                                 | 1                                                                    |                                                                      |